# Tapinauchenius elenae
Tapinauchenius elenae är en spindelart som beskrevs av Schmidt 1994. Tapinauchenius elenae ingår i släktet Tapinauchenius och familjen fågelspindlar.
Artens utbredningsområde är Ecuador. Inga underarter finns listade i Catalogue of Life.